# Российское общество защиты женщин
Российское общество защиты женщин (РОЗЖ) было основано в 1900 году. Положение об обществе было утверждено 13 (26) января 1900 года.
Целью общества было: «содействие предохранению девушек женщин от опасности быть вовлеченными в разврат и возвращению уже падших женщин к честной жизни» (§ 1 Положения); распространение здравого понятия о нравственности и о вреде разврата (§ 2 Положения)
Августейшей председательницей общества с момента основания была принцесса Евгения Максимилиановна Ольденбургская, председательницей Комитета общества — принцесса Елена Георгиевна Саксен-Альтенбургская. Товарищем (заместителем) председательницы стал А. А. Сабуров. В Комитет общества входили: А. Н. Евреинов (секретарь), Ю. В. Саблер (помощник секретаря), барон Г. Г. Винекен (казначей), графиня С. В. Панина, графиня В. В. Толстая, Е. П. Калачева, В. Ф. Дерюжинский, барон Г. О. Гинцбург, граф П. А. Капнист, П. Е. Обозненко, граф В. А. Мусин-Пушкин. Членом общества был А. Ф. Кони.
Канцелярию общества, находилось сначала на Караванной улице (№ 4), затем — на Надеждинской улице (№ 42).
Общество имело несколько отделов: 
- Отдел расследования (председательница С. В. Прутченко, товарищ председательницы В. Ф. Авдюхин), при котором были устроены швейные мастерские и магазин, продающий работы бедных женщин  — Знаменская улица (№ 19), а также мастерская солдатского белья для оказания трудовой помощи семьям запасных военных чинов — Невский проспект (№ 131);
- Отдел предупреждения (председательница графиня С. В. Панина, товарищ председательницы М. А. Сабурова[4]), в ведении которого находилось бюро для найма прислуги и убежище на 50, позже на 80 мест со столовой, предназначенное для работниц, приезжающих в столицу на заработки — 5-я Рождественская улица (№ 3)
- Юридический отдел для оказания юридической помощи женщинам (председатель В. А. де-Плансон);
- Отдел попечения о еврейских девушках, в ведении которого находилось два общежития и библиотека;
- Отдел борьбы с вовлечением женщин в разврат, принимавший меры к преследованию сутенеров и насильников (председатель Ф. А. Вальтер, секретарь Н. М. Боровитинов).

Общество организовало дешёвые квартиры для женщин на Лиговском проспекте (№ 193), квартиру на Рижском проспекте (№ 62), швейную мастерскую на Гороховой улице (№ 60) и сельскохозяйственную колонию для женщин, вернувшихся к честной жизни.
В 1910 году по инициативе Комитета общества, женскими организациями совместно с министерствами внутренних дел, иностранных дел, юстиции, торговли и промышленности был созван Всероссийский съезд по борьбе с проституцией.
Общество имело отделения во многих крупных городах Российской империи: Минске, Киеве, Ростове на Дону, Нижнем Новгороде, Баку, Томске.
Деятельность общества продолжалась до 1918 года.